# Ratpenat de xarretera de Dobson
El ratpenat de xarretera de Dobson (Epomops dobsoni) és una espècie de ratpenat de la família dels pteropòdids. Viu a Angola, la República Democràtica del Congo, Malawi, Moçambic, Namíbia, Tanzània i Zàmbia. El seu hàbitat natural són els boscos de miombo, amb arbres dels gèneres Brachystegia, Julbernardia i Isoberlinia. És una espècie en risc mínim, és a dir, no sembla que hi hagi cap amenaça significativa per a la seva supervivència.